# 豬牙花
豬牙花（学名：Erythronium japonicum），是百合科豬牙花屬的一種多年生植物，原產於日本，韓國和中國東北部。其种加词“japonicum”意为“日本的”。

## 特徵
多年生草本植物，株高約16～20公分，群生於落葉性的闊葉樹下。地下部生有鱗莖。葉淡綠色，上面有紫色斑紋。葉長10～11公分，葉寬2.5～6.5公分，葉柄長3～4公分。早春時開花，花單生，花淡紫色至桃紅色。種子上生有一種稱為油質體的肉質器官，螞蟻很喜歡食用這種物體，會撿拾種子帶回蟻巢，豬牙花的種子也藉由螞蟻的搬運散佈至其他地方。

## 用途
豬牙花在日本稱為片栗，它的鱗莖含有澱粉，可以加工作成片栗粉 （页面存档备份，存于） （日本太白粉）。片栗粉的用法和太白粉一樣，一般都是作為料理勾芡之用或是用來增加食物的黏稠度，在炸天婦羅時也會使用片栗粉。日本現在的片栗粉多是用馬鈴薯加工製造而成，因為馬鈴薯的成本比較便宜。真正的片栗粉反而比較少見，而且價格也比較昂貴。
花可供觀賞，盆栽或種植於庭園花壇中。春天時，在野外也可以看到經過人工復育的豬牙花一大片群生開花的景象。

## 象徵
豬牙花是日本富山縣高岡市的市花，日本長野縣白馬村的村花。

## 圖像

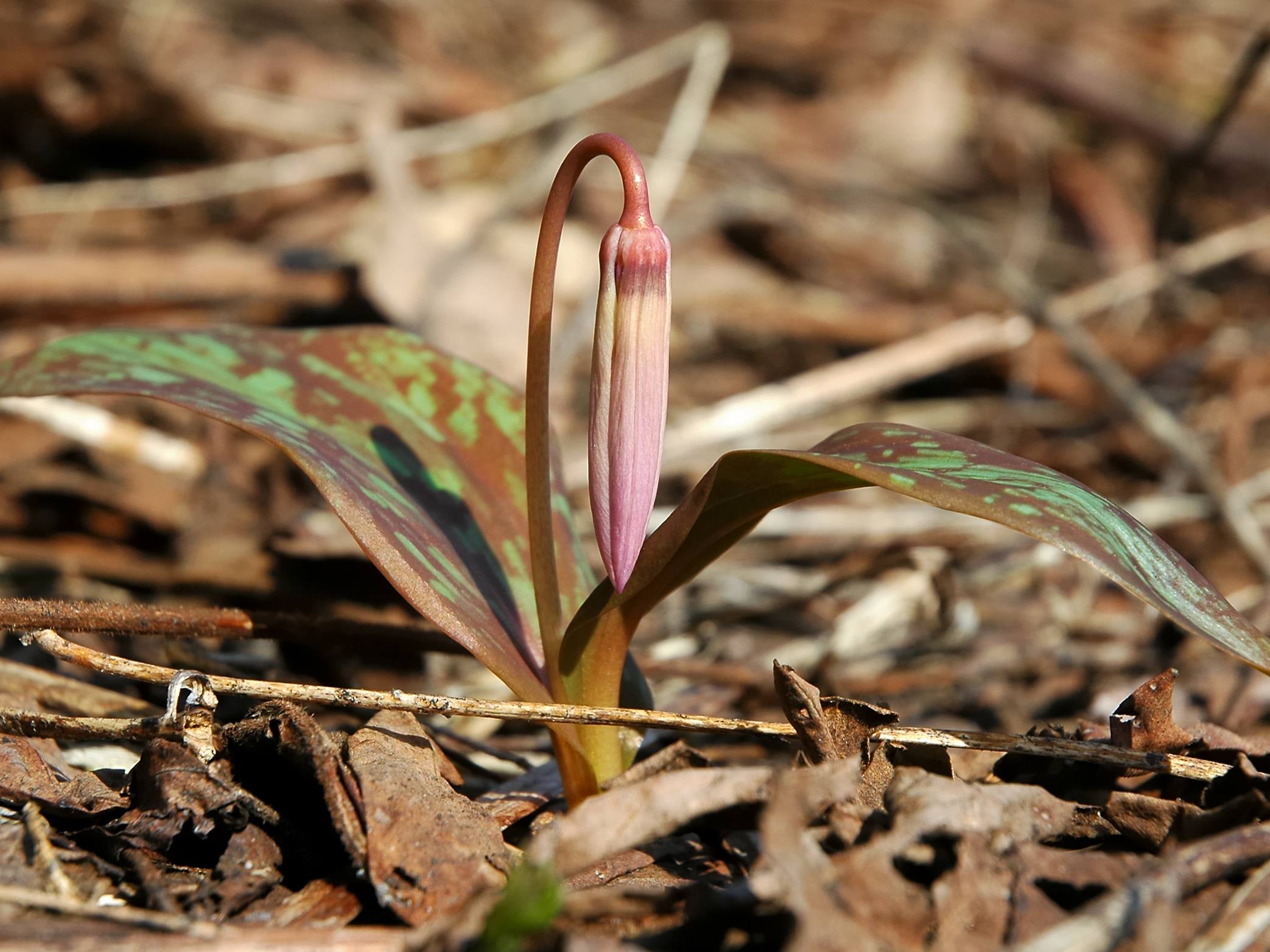
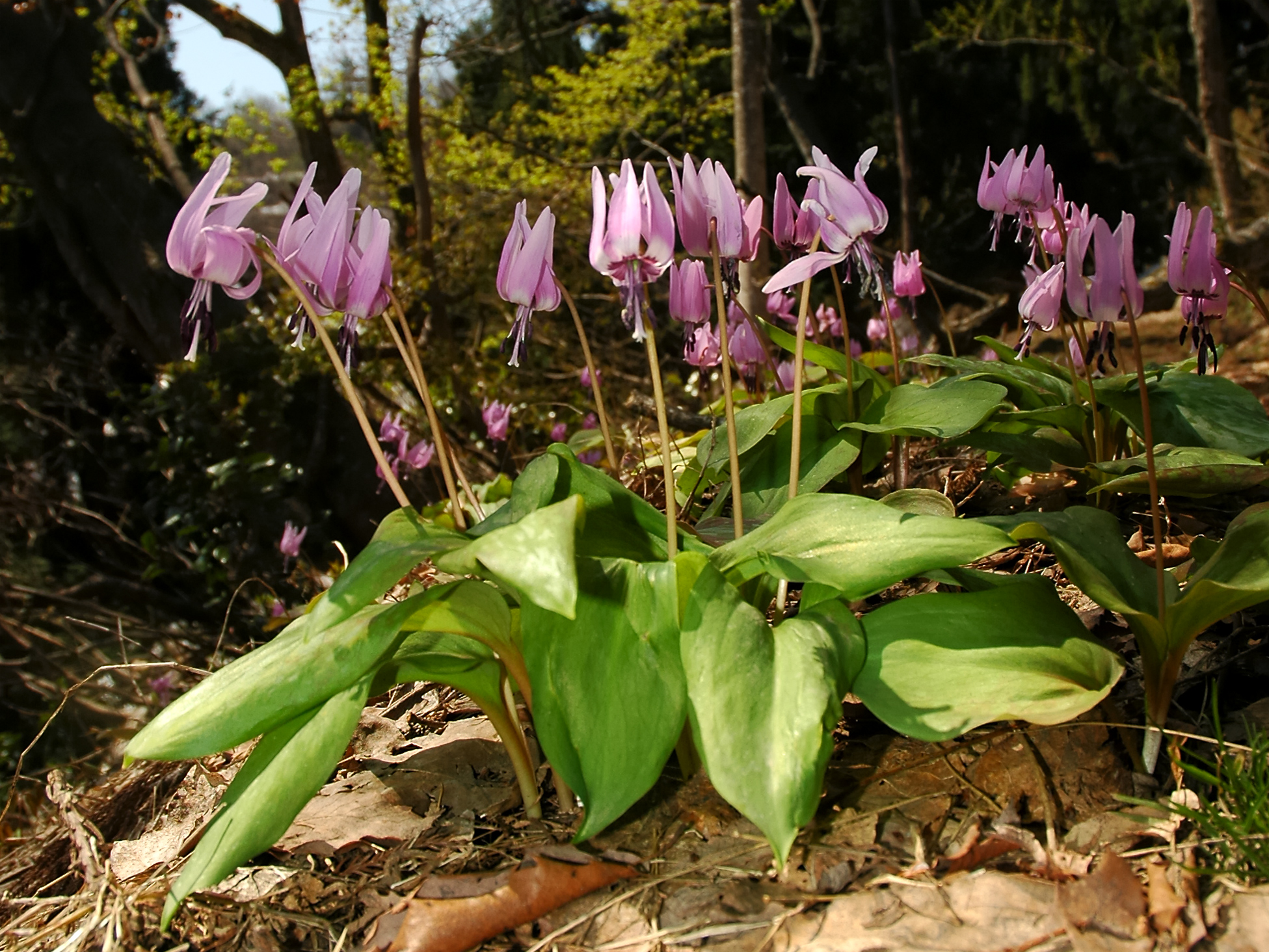
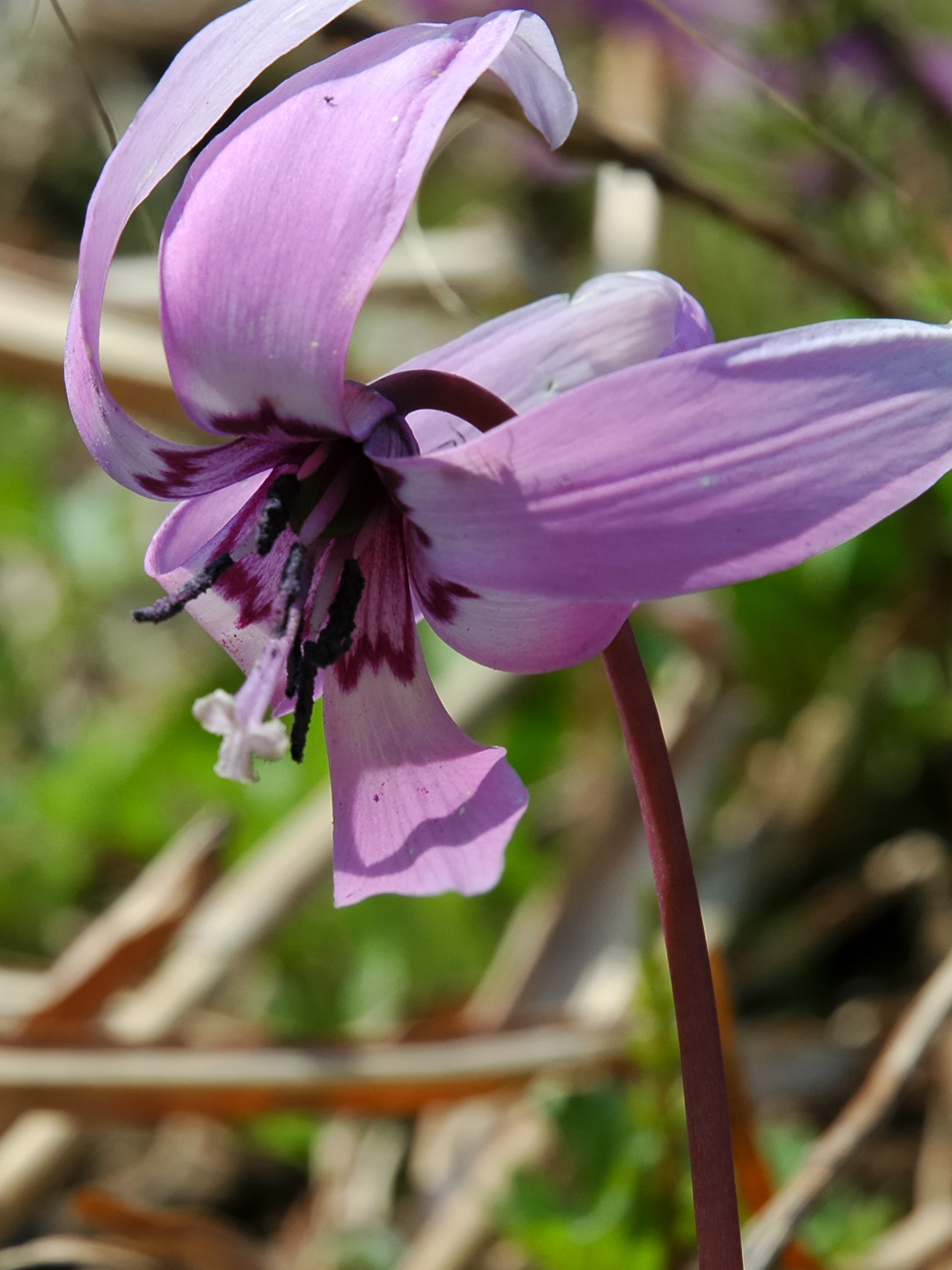